# Sụp mí mắt
Sụp mí mắt hay còn gọi là xệ mí mắt hay mí mắt chảy xệ hay sụp mi là sự sa xuống của mi mắt trên xuống thấp hơn vị trí bình thường do cơ mí mất khả năng co giãn, đàn hồi hay da mí bị nhão tạo thành những túi mỡ ở mí trên, hoặc do da nhăn nheo ở khóe mắt và do tổn thương của dây thần kinh số 3 và hội chứng Horner hay các nguyên nhân tại chỗ gồm tổn thương bẩm sinh hoặc mắc phải của các cơ nâng mi, khối u và nhiễm khuẩn hoặc do bệnh nhược cơ.
Bệnh sụp mi mắt cần được phân biệt với các trường hợp sụp mí mắt giả, đó là tình trạng mi mắt trông có vẻ thấp hơn bình thường nhưng do các nguyên nhân khác như lõm mắt hoặc lồi mắt bên đối diện, thừa da mi trên quá mức, nhãn cầu nhỏ hoặc không có nhãn cầu, teo nhãn cầu, lác lên hoặc xuống đối bên, co rút mi trên ở một mắt có thể làm cho mắt bên kia có vẻ sụp và do khuôn mặt không cân đối (mặt lệch, mắt lệch không đối xứng)...

## Tổng quan
Trong cơ thể con người thì mi mắt là một bộ phận quan trọng trong việc bảo vệ hệ thị giác và tham gia tạo nên vẻ đẹp của khuôn mặt. Sụp mí mắt có thể xảy ra ở một hoặc cả hai bên mắt, việc xệ mí sẽ ảnh hưởng đến thẩm mỹ và ảnh hưởng đến chức năng thị giác vì khi mí mắt bị sụp thì mí mắt che phủ một phần hoặc hoàn toàn con ngươi, hạn chế vùng nhìn thấy, và lâu dài sẽ gây giảm sức nhìn do nhược thị. Mí mắt còn đóng vai trò rất quan trọng trong việc bảo vệ mắt khỏi tổn thương, mắt và mí mắt có liên kết chặt chẽ với nhau đến nỗi áp lực của mí mắt lên nhãn cầu có thể gây ra một trong những vấn đề thị giác phổ biến nhất.
Đối với trẻ em, chứng sụp mi còn có thể khiến trẻ bị vẹo cột sống, xơ các cơ quanh cổ, do luôn phải nhìn trong tư thế ngước lên. Khoảng 19% số ca sụp mi có thị lực kém. Sụp mi có thể gây ra những hậu quả đáng tiếc như 3,5% các trường hợp sụp mi gây ra lác mắt, loạn thị, 63,1% số mắt nhược thị do sụp mi có kèm theo tật khúc xạ.

## Cơ chế

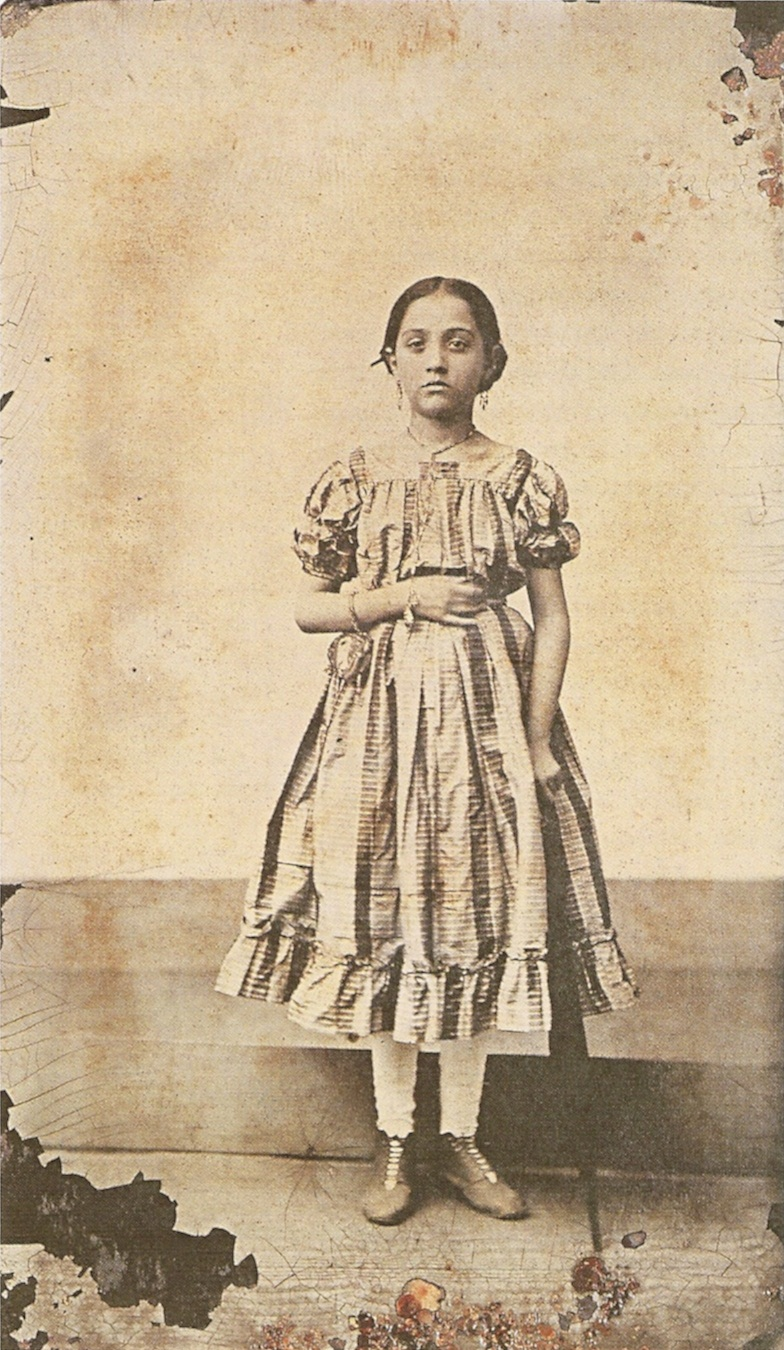
Một cô gái Brazil bị sụp mí

Mi mắt con người được cấu tạo bởi da, tổ chức mỡ và cơ vòng mi, đặc điểm vùng da này thường yếu, lớp đệm mỏng, không chắc khỏe và các tuyến bài tiết hoạt động kém do tác động của thời gian, tuổi tác và những tác động từ môi trường, lớp đệm của da suy yếu hoặc đứt gãy khiến vùng da quanh mắt ở mí trên bị chùng xuống khiến cho da của mi mắt chảy sệ, che lấp mí trên che tầm nhìn của mắt, hoặc tạo ra túi mỡ thừa (bọng mắt) ở mí dưới. Với những đặc điểm này, đôi mắt trông có vẻ mệt mỏi, khuôn mặt trở nên già nua hơn hoặc trông kém rạng rỡ.
Bình thường, những người trẻ tuổi không có hoặc có túi mỡ rất nhỏ, không có da thừa ở mí dưới. Tuy nhiên, ở một số người, khi cười, cơ mặt chuyển động, nâng cơ vòng mi cao lên, nhìn giống như có túi mỡ ở phần mi mắt dưới. Nếu những túi mỡ này chỉ xuất hiện khi cười thì không thể thực hiện phẫu thuật được, do đây là cấu tạo bẩm sinh của mắt. Việc thiếu mỡ ở mí mắt khiến phần da ở đây mỏng hơn và dễ hình thành các nếp nhăn. Nhưng thừa chất béo cũng làm mí mắt chùng xuống. Loại nếp nhăn này đa số xuất hiện ở người từ 40 tuổi trở lên. Nguyên nhân chủ yếu là sự thay đổi tổ chức dưới da và xương khiến cho da bị nhẽo. Thêm vào đó là tác dụng của trọng lực vào những phần gồ lên của xương mặt. Mí mắt trên cũng sẽ nhẽo và sụp xuống, rõ nhất là 1/3 phía ngoài, mí mắt dưới nhẽo thì hình thành bọng mắt.

## Nguyên nhân
Có rất nhiều nguyên nhân khiến sụp mi như: nguyên nhân bẩm sinh, do tuổi tác, dính chấn thương, các phẫu thuật ở mắt hoặc do các bệnh lý thần kinh, bệnh của cơ hay đái tháo đường… Trong đó sụp mi bẩm sinh thường gặp nhất xuất hiện ngay sau khi sinh và chiếm tới 75% trường hợp. Nguyên nhân của sụp mi bẩm sinh là do sự loạn dưỡng khu trú nguyên phát của các sợi cơ nâng mi, số lượng các sợi cơ nâng mi giảm đi và thay thế bằng các tổ chức xơ.
Mặt khác, mí mắt sụp xuống theo tuổi, khi tuổi càng cao, cơ nâng mi càng dãn mỏng và yếu vì quá trình lão hóa, chỗ bám của cơ nâng mi bị tuột hoặc cân cơ mi trên bị nhão. Xệ mi biểu hiện rõ nhất ở những người sút cân sau điều trị béo phì hoặc người có cấu tạo da khô, mức độ sụp mi nặng nhẹ tùy từng người. Nhìn chung, thời gian, tuổi tác và môi trường sống là những nguyên nhân khiến lớp da mí mắt kém đàn hồi. Phụ nữ tuổi trung niên thường trăn trở vì mí mắt bị chảy xệ và xuất hiện lớp mỡ dư thừa ở mí trên lẫn mí dưới, khiến đôi mắt trông già nua và thị lực giảm sút.

## Phân loại
Sụp mí mắt bẩm sinh: Chiếm khoảng 55 - 75% các trường hợp, trong đó sụp mi đơn thuần thường gặp nhất, có thể kết hợp với tật khúc xạ, không gây nhược thị, sụp mi bẩm sinh phối hợp với bất thường vận nhãn. Xệ mí bẩm sinh phối hợp với những dị dạng ở mặt.
Sụp mí mắt mắc phải: chiếm khoảng 25% các trường hợp sụp mi và được chia làm 5 nhóm:
- Xệ mí do tổn thương thần kinh, liệt vận nhãn với mức độ khác nhau như:
  - Liệt thần kinh số III thường kèm theo liệt vận nhãn, thường mất cảm giác do tổn thương dây V
  - Hội chứng khe dơi, liệt các dây thần kinh số III, IV, V, VI cùng bên làm cho nhãn cầu bên tổn thương bất động nhìn thẳng, mi mắt sụp, giãn đồng tử, mất cảm giác, tê bì vùng dây V chi phối.
  - Hội chứng đỉnh hố mắt: gồm hội chứng khe dơi kèm theo tổn thương thị thần kinh
  - Hội chứng xoang hang: sụp mi, nhãn cầu đứng yên, đồng tử giãn, mất cảm giác mạc, tê bì trên vùng thuộc nhánh dây V, lồi mắt thẳng trục, không đẩy thụt nhãn cầu vào được, nghe ở vùng mắt và thái dương có tiếng thổi.
  - Hội chứng cuống não: Hội chứng Weber liệt dây thần kinh III cùng bên, liệt nửa người đối diện, hội chứng Benedick liệt dây thần kinh III cùng bên, run chân tay bên đối diện
  - Hội chứng Claude Bernard - Horner: sụp mi, co đồng tử, nhãn cầu thụt.
- Xệ mí do cơ: nhược cơ hay gặp ở bệnh nhân nữ, trẻ tuổi, lúc đầu sụp mi một bên là dấu hiệu phát hiện bệnh. Tăng lên khi mệt mỏi, buổi chiều sụp nhiều hơn buổi sáng, rối loạn vận nhãn (song thị), Sụp mi hai bên với mức độ khác nhau nhưng thường nặng, liệt vận nhãn không toàn bộ, sụp mi hai bên, hở mi do tổn thương cơ vòng.
- Xệ mí do cân: gặp ở người cao tuổi, chức năng cơ gần như bình thường, khi nhìn xuống mi sụp, nếp gấp da mi cao hơn bình thường, mi mỏng, sụp mi nặng hoặc nhẹ.
- Xệ do chấn thương: chấn thương đụng dập hoặc đâm xuyên vào cân cơ cũng có thể gây sụp mi vĩnh viễn. Phẫu thuật hốc mắt và phẫu thuật thần kinh cũng có thể gây sụp mi.
- Xệ mí do tác nhân cơ giới: u, sa da mi, bệnh lý sẹo như xơ hóa cơ, mắt hột, bỏng.

## Triệu chứng
Biểu hiện xệ mí dễ nhận biết nhất là mắt (một bên hoặc cả hai) không mở lớn được, mí mắt che phủ con ngươi.
Những biểu hiện sau có thể biết được tình trạng sụp mi trên ở người lớn tuổi như: 
- Động tác mở mắt khó khăn, nhiều khi phải nhăn trán hay ngẩng đầu mới có thể nhìn được.
- Da mi trên da sa trễ xuống tạo cho mi trên có nhiều nếp mi.
- Mi trên sa trễ qua cả bờ mi và che phủ đồng tử (trung tâm lòng đen), che trục nhìn của mắt.

Các dấu hiệu chứng tỏ sụp mi nặng gồm:
- Lông mi hướng xuống dưới
- Mất nếp gấp mi trên
- Co rút cơ trán biểu thị bằng rướn lông mày
- Ngửa cổ ra sau
- Giảm thị lực
- Thử nghiệm lật mi, nếu mi trên luôn ở tư thế đã bị lật chứng tỏ cơ nâng mi yếu hay không còn hoạt động.[2]

## Điều trị

### Sụp mi bẩm sinh
Đối với trường hợp xệ mí bẩm sinh hoặc do bệnh nhược cơ thì vấn đề điều trị gồm. Về tuổi điều trị: khi bị xệ mí thì nên phẫu thuật khi trẻ 4 - 5 tuổi. Đối với các trường hợp sụp mi nặng, gây giảm thị lực do nhược thị hoặc lệch đầu thì cần phải mổ sớm hơn, có thể từ lúc 1 tuổi. Sụp mi chủ yếu được điều trị bằng phẫu thuật. Tùy tình trạng để lựa chọn phương pháp thích hợp căn cứ vào mức độ chức năng của cơ nâng mi. Tuy có rất nhiều phương pháp phẫu thuật để điều trị sụp mi nhưng có thể xếp thành ba nhóm chính:
- Phương pháp cắt một phần da mi phía trước: phương pháp này được thực hiện đầu tiên bởi những phẫu thuật viên người Ả rập, sau đó được Scarpa và các tác giả khác cải tiến và hoàn thiện, nhưng ngày nay ít được sử dụng.
- Phương pháp cắt ngắn cơ nâng mi trên: Được chỉ định khi mà sức cơ nâng mi trên còn ở mức trung bình hoặc tốt. Có thể thực hiện bằng đường từ phía sau qua kết mạc hoặc đường từ phía trước qua da.
- Phương pháp dùng sự hỗ trợ của các cơ lân cận: Được chỉ định khi mà sức cơ nâng mi trên yếu hoặc không còn. Sử dụng cơ thẳng trên để thay thế hoạt động của cơ nâng mi và áp dụng khi chức năng cơ thẳng trên còn tốt.
- Ngoài ra, treo mi trên vào cơ trán còn là phương pháp đơn giản, tương đối thông dụng. Trong phẫu thuật này, người ta dùng các chất liệu sinh học như cân đùi, vạt cơ trán... hoặc chất liệu tổng hợp như chỉ nilon, silicon... treo mi với cơ trán. Mi mắt sẽ mở ra khi bệnh nhân dùng cơ trán để kéo lông mày lên.[2]

Việc phẫu thuật sụp mi phụ thuộc vào sức khoẻ của bệnh nhân để các bác sĩ quyết định phẫu thuật. Ngoài ra còn phụ thuộc vào mức độ ảnh hưởng của sụp với thị lực. Khi phát hiện con bị sụp mi, cha mẹ cần đưa tới cơ sở chuyên khoa mắt để được khám và điều trị, tốt nhất là trước hai tuổi.

### Không do bẩm sinh
Với sụp mi ở người lớn tuổi và các nguyên nhân khác gây bệnh thì vấn đề cần phẫu thuật hay không còn tùy thuộc mức độ sụp mi và khả năng hoạt động của cơ nâng mi. Nếu sụp mi vừa phải thì chỉ cần cắt bỏ phần da mi trên dư thừa. Nếu sụp mi nhiều, ngoài khâu này, bác sĩ còn phải can thiệp vào phần cơ nâng mi, đơn giản nhất là làm ngắn cơ nâng mi và cắt bỏ một phần cơ vòng mi.
Một số phương pháp gồm:
- Phẫu thuật nâng cung mày: phẫu thuật nâng phần chân cung mày cao lên, đồng thời với việc đó, phần da chùng mi trên sẽ được cắt bỏ, làm cho mắt trở lại hình thái ban đầu. Phương pháp này ngoài việc làm mắt hết sụp, còn sửa được những khiếm khuyết của cung mày.
- Phẫu thuật tạo hình mí mắt: cũng sẽ cải thiện tình trạng sụp mi bằng cách cắt theo đường nếp mi, bỏ bớt phần da, mỡ thừa ở mi mắt (đối với người có sẵn mắt 2 mí) hoặc theo đường mi được tạo mới (đối với trường hợp mắt 1 mí).
- Nâng cung mày nội soi: Nâng phần chân cung mày cao lên bằng phương pháp nội soi, không cần cắt da, phần da chùng mi trên sẽ được nâng lên theo, làm cho mi mắt không còn sụp nữa.

Ngoài ra, thủ thuật nâng mi mắt là giải pháp phổ biến, bệnh nhân sẽ được cắt bỏ lớp da thừa và được tách bỏ lớp mỡ mắt nhờ vậy, phẫu thuật mi mắt giúp bạn loại bỏ da thừa mi trên và bọng mắt, đem lại mi mắt căng mọng. Thông thường một người chỉ cần nâng mí mắt một đến 2 lần trong đời, tùy theo tình trạng lão hóa nhanh hay chậm.
Một phương pháp mới hiện nay là phương pháp tạo mí Hàn Quốc để điều chỉnh mi mắt hai bên được cân đối và rõ ràng. Sau khi thực hiện, mí mắt sưng nề nhẹ và thường hết sau vài ngày. Kỹ thuật thực hiện bằng cách tạo liên kết giữa da và cơ nâng mi nên khi mở mắt sẽ hình thành nếp gấp mi tự nhiên. Đây là kỹ thuật không cắt da, cơ nên không để lại sẹo và có thể điều chỉnh hoặc đưa mắt trở về hình dạng ban đầu. Thời gian thực hiện kỹ thuật 15 phút.

### Liệu pháp chăm sóc
Để khắc phục chứng sụp mi mắt cần chăm sóc da mặt cẩn thận có thể giữ được khóe mắt trẻ lâu như khi ra nắng nên thoa kem chống nắng, tránh dụi mắt vì có thể làm da nhăn và xệ xuống, người bệnh hằng ngày phải ngủ đủ giấc vì mất ngủ một đêm là sáng hôm sau da mí mắt có thể bị thâm quầng đồng thời tránh các tâm trạng bị căng thẳng, stress hay mệt mỏi.